# Кравченко Володимир Миколайович
Володимир Миколайович Кравченко (7 липня 1947, Херсон — 15 грудня 2016, Херсон) — херсонський художник. Спеціалізується на видах сучасного та старого Херсона, вітрильниках, яхтах, портретах херсонців та зображенні кінних перегонів та гри в гольф.

## Коротка біографія
1974 — Бере участь в обласних, республіканських, всесоюзних, закордонних виставках.
1979—1980 — Персональні виставки.
1988 — Член національного союзу художників України.
Вересень 1991 — Персональна виставка в Сент-Етьєн-дю-Рувре (Saint-Étienne-du-Rouvray), Франція.
Жовтень 1991 — STÖRK GALLERY, Руан (Rouen), Франція. Виставка спільно з польськими художниками.
7 листопада 1992 — Персональна виставка в гольф-клубі PORTE OUVERTE, Руан (Rouen), Франція.
Лютий 1993 — Свято мистецтв MARTAINVILLE, Мартанвіль, Франція. Виставка спільно з французькими художниками.
1994 — Персональна виставка STÖRK GALLERY, Руан (Rouen), Франція.
1997 — Персональна виставка в гольф-клубі Champ de Bataille, Нібург (Neubourg), Франція.
Серпень 1998 — Galerie Marc VINCENT, Гайон (Gaillon), Франція.
Вересень 1998 — Galerie DECO LOISIRS, Руан (Rouen), Франція.
Липень 1999 — Участь в конкурсі на морську тематику «ROUNE et l'ARMADA», Руан (Rouen), Франція.
2000 — Персональна виставка STÖRK GALLERY, Руан (Rouen), Франція.
Червень 2000 — Christina Czorpita Gallery Philadelphia, USA

## Сьогоднішні дні

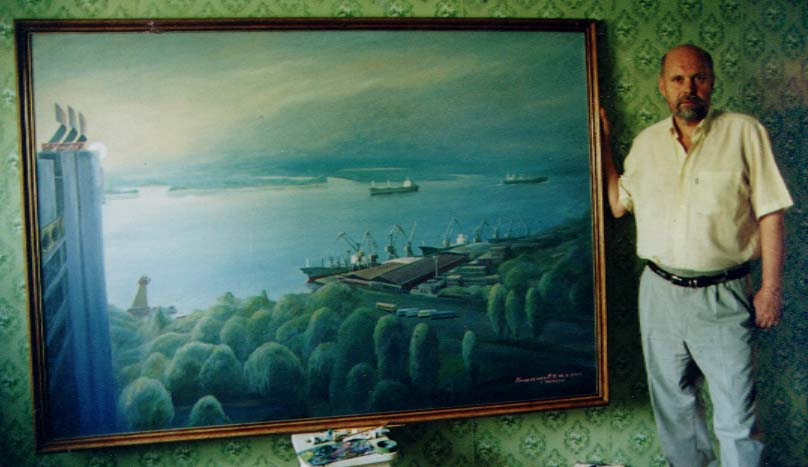
Володимир Кравченко біля своєї роботи «Ранок» (херсонський пейзаж)

На сьогоднішній день роботи Володимира Кравченко регулярно експонуються в галереях Києва (Центральний художній салон) та Херсона («Галерея 51», «Колорит»).